# Polypedilum anjarum
Polypedilum anjarum är en tvåvingeart som beskrevs av Moubayed 1989. Polypedilum anjarum ingår i släktet Polypedilum och familjen fjädermyggor.
Artens utbredningsområde är Libanon. Inga underarter finns listade i Catalogue of Life.